# 2010년 월드 시리즈
2010년 월드 시리즈(2010 World Series)는 제 106회 메이저 리그 베이스볼 월드 시리즈다. 시리즈 일정은 10월 28일 시작하여 11월 2일까지 진행됐다. 내셔널 리그 우승팀 샌프란시스코 자이언츠와 아메리칸 리그 우승팀인 텍사스 레인저스가 맞붙었다. 총 7전 4선승제로 치러진 월드시리즈는 샌프란시스코가 텍사스를 4승 1패로 누르고 연고지 이전 후 첫 월드시리즈 우승에 성공했다.

## 포스트 시즌 결과

### 샌프란시스코 자이언츠
샌프란시스코 자이언츠는 1958년 시즌을 앞두고 뉴욕에서 샌프란시스코로 연고 이전을 한 이후 오랜 기간 침체와 실망의 기간을 보냈다. 자이언츠의 마지막 월드 시리즈 우승을 연고 이전 전인 1954년, 클리블랜드 인디언스를 상대로 거두었고, 연고 이전 이후에는 7차전 끝에 패배한 뉴욕 양키스와의 1962년 등을 포함하여 3차례 월드 시리즈 진출에는 성공했으나 모두 우승에는 실패했다. 그들의 이전 마지막 포스트 시즌 진출은 2003년이었으며 당시에는 와일드 카드 자격으로 올라온 플로리다 말린스에게 패하며 탈락했다.
2010년을 앞둔 오프 시즌에 세인트루이스 카디널스에서 뛰던 마크 데로사와 디트로이트 타이거즈에서 뛰던 오브리 허프를 가세시키며 적극적인 행보를 보였다. 자이언츠의 프론트는 이후에도 지속적으로 팀의 약점으로 지적되던 타선을 보강하기 위해 심혈을 기울였는데 5월에는 탬파베이 레이스에서 방출된 팻 버렐과 계약하고, 주전 포수였던 벤지 몰리나를 텍사스로 보내는 대신 팀의 트리플 A에서 뛰던 포수 버스터 포지를 콜업했다. 8월에는 캔자스시티에서 뛰고 있던 호세 기옌을 트레이드로 영입했으며 플로리다에서 웨이버 공시되었던 코디 로스를 재차 영입했다.
자이언츠는 시즌의 거의 대부분을 샌디에이고 파드리스를 추격하며 서부 지구 2위 혹은 3위에서 LA 다저스, 콜로라도 로키스와 치열한 경쟁을 펼쳤으나 올스타 브레이크 때 지구 4위로 내려앉으며 희망을 잃는듯 했다. 그러나 이후 한달동안 20승 8패라는 고승률을 올리며 지구 선두 샌디에이고에게 2경기차까지 추격했으며 샌디에이고는 8월 26일부터 10연패에 빠지는 부진을 겪으며 추격의 손을 뿌리치지 못했다. 결국 9월 10일 두 팀은 공동 선두 자리에 올랐고 9월 26일 파드리스가 3연패를 당하는 와중 자이언츠가 4연승을 기록하면서 마지막 주엔 파드리스로부터 3게임 차 단독 선두 자리까지 올라섰다. 이후 마지막 3연전에서 두 팀간의 승부가 펼쳐졌는데 3연전 중 2경기를 먼저 파드리스가 잡아냈다. 마지막 경기까지 패하면 자이언츠는 타이 브레이커 경기를 치러야하는 상황까지 몰렸지만 마지막 경기를 3-0 승리로 장식하면서 팀 통산 7번째 서부 지구 우승 자격을 따냈다.
NLDS에서 자이언츠는 정규 시즌 마지막 날 필라델피아 필리스를 상대로 승리를 거두며 와일드 카드 자격으로 올라온 애틀랜타 브레이브스와 마주했다. 모든 경기가 1점차 이내의 접전으로 펼쳐진 혈전에서 결국 자이언츠가 브레이브스를 3승 1패로 누르고 승리했다. 첫 경기를 에이스 팀 린스컴의 14K 승으로 장식한 자이언츠는 2차전을 릭 앤키엘에게 연장 결승 홈런을 내주며 패배했으나 3, 4차전에서 애틀랜타 2루수 브룩스 콘라드의 연이은 실책에 힘입어 힘겹게 승리할 수 있었다. NLCS에선 2년 연속으로 내셔널 리그를 제패했던 필라델피아 필리스를 만났다. 1차전에선 디비전 시리즈에서 노히트 노런을 기록한 필리스의 에이스 로이 할러데이를 코디 로스의 홈런 2방으로 무너트리며 4-3 승리를 거두었고 2차전을 패배했으나 3차전 맷 케인의 호투로 시리즈 스코어 2-1의 리드를 가져왔다. 이어진 4차전도 후안 유리베의 끝내기 희생 플라이로 승리를 거두었다. 5차전은 필라델피아가 승리를 거두었으나 6차전에선 후안 유리베의 결승 홈런으로 자이언츠가 승리를 거두면서 필라델피아의 리그 3연패 시도를 저지하고 2002년 월드 시리즈 이후 8년 만에 월드 시리즈 진출에 성공했다.

### 텍사스 레인저스
자이언츠와 마찬가지로 텍사스 레인저스 또한 1961년 워싱턴 새너터스로 창단한 이후 오랫동안 만족스럽지 못한 시즌을 보내고 있었다. 팀이 워싱턴 D.C.에서 11시즌을 보내는동안 오직 한 차례만 5할 승률을 넘겼을 뿐이고, 1972년 텍사스주 알링턴으로 이전한 이후에도 20년이 넘도록 포스트 시즌 진출에 실패했으나 비록 5할 승률 밑이였지만 1994년 8월 12일 94-95년 파업 기간 도중 치러진 단축 시즌에서 아메리칸 리그 서부 지구에서 정상에 올랐다. 이후 1996년, 1998년, 1999년 세 차례 더 지구 정상에 올랐으나 번번히 아메리칸 리그 디비전 시리즈에서 뉴욕 양키스에게 무릎을 꿇었다. 2010년 포스트 시즌 진출 전까지 포스트 시즌에 진출했던 마지막 년도는 1999년이다.
2010년 시즌 도중 텍사스는 야구 외적인 문제로 소란스러웠다. 스프링 캠프 기간 동안 감독 론 워싱턴이 2009년 시즌 동안 코카인을 복용한 것을 자백했고, 구단주 톰 힉스가 파산하면서 8월 공동 구단주 놀란 라이언과 척 그린버그에게 구단을 매각했다.
오프 시즌 동안 이반 로드리게스, 말론 버드, 오마 비스켈이 자유 계약으로 떠나갔고, 케빈 밀우드가 볼티모어 오리올스로 트레이드되었다. 그래도 레인저스는 시카고 컵스에서 뛰었던 선발 투수 리치 하든과 일본 히로시마 도요 카프에서 뛰던 콜비 루이스, 그리고 에인절스와의 계약에 실패한 블라디미르 게레로 등을 영입하며 팀 전력을 강화시키는데 주력했다. 시즌 중반에서 이런 움직임은 계속돼서 샌프란시스코와의 트레이드로 벤지 몰리나를 데려왔고 3명의 마이너 리거를 시애틀에 내주는 조건으로 클리프 리와 마크 로우를 영입했고 추가로 2명의 마이너 리거를 플로리다로 보내는 대가로 호르헤 칸투를, 호아킨 아리아스를 대가로 뉴욕 메츠로부터 제프 프랑코어를 가세시켰다.
레인저스는 LA 에인절스, 시애틀 마리너스가 ESPN 비평가들의 기대를 만족시키지 못하며 추락하는 동안 굳건히 선두 자리를 지켰다. 7월 8일 선두 자리에 올라선 이후 시즌을 90승 72패로 마무리했고 오클랜드로부터 9게임차로 지구 우승을 차지했다. 승률 0.556은 2010년 포스트 시즌 진출팀 중 가장 낮은 승률이다.
디비전 시리즈에서 리그에서 가장 높은 승률을 기록한 탬파베이 레이스를 만난 레인저스는 먼저 트로피카나 필드에서 2승을 따내며 상대를 스윕 위기까지 몰아붙였으나 이후 홈구장에서 2연패를 당하며 2승 2패까지 쫓겼다. 그러나, 5차전에서 다시 클리프 리의 호투에 힘입어 상대 선발 데이비드 프라이스를 누르고 창단 후 포스트시즌 첫 시리즈 승리를 거두며 챔피언십 시리즈로 진출했다. 챔피언십 시리즈에서 미네소타 트윈스를 스윕하고 올라온 전년도 우승팀 뉴욕 양키스와 마주한 텍사스는 1, 2차전을 잡았으나 3차전을 내주고 말았다. 이후 양키스에게 다시 5차전을 뺏겼지만 게레로의 결승타로 6차전에서 승리를 거두며 챔피언십 MVP 조시 해밀턴과 함께 창단 첫 월드 시리즈 진출에 성공했다. 이는 1991년 이후 처음으로 서부 지구에서 리그 우승팀이 나왔음을 뜻한다. (2002년 애너하임 에인절스는 와일드 카드였다.)

## 경기 결과

### 1차전
2010년 10월 28일, 미국 캘리포니아주 샌프란시스코, AT&T 파크
| 팀                                                                         | 1 | 2 | 3 | 4 | 5 | 6 | 7 | 8 | 9 | R  | H  | E |
| 텍사스                                                                     | 1 | 1 | 0 | 0 | 0 | 2 | 0 | 0 | 3 | 7  | 11 | 4 |
| 샌프란시스코                                                               | 0 | 0 | 2 | 0 | 6 | 0 | 0 | 3 | X | 11 | 14 | 2 |
| 승리 투수: 팀 린스컴 패전 투수: 클리프 리 홈런: SFG – 후안 유리베(5회 3점) |   |   |   |   |   |   |   |   |   |    |    |   |

- 텍사스는 포스트시즌 7연승의 클리프 리를, 샌프란시스코는 팀 린스컴을 선발로 내세웠다.

1회초 텍사스 블라디미르 게레로의 내야 안타로 앨비스 앤드러스가 홈인하며 텍사스가 선취점을 뽑아냈고, 이어 2회초에도 앨비스 앤드러스의 희생플라이로 1점을 추가로 뽑아내며 앞서나갔다. 그러나 3회말 샌프란시스코 렌테리아와 토레스의 출루에 이어 프레디 산체스의 1타점 적시 2루타로 추격하는 데 성공했고, 이어 버스터 포지의 안타가 터지며 동점을 만들어내는 데 성공한다. 그리고 5회말, 토레스의 2루타에 이어 산체스가 또 다시 2루타를 뽑아내며 스코어를 역전시켰고 이어 코디 로스와 오브리 허프의 적시타가 연달아 터지면서 스코어를 5-2로 벌린다. 이어 구원으로 올라온 텍사스 대런 오데이에게 후안 유리베가 쐐기 3점포를 뽑아내면서 스코어를 8-2로 벌리는 데 성공했다. 6회초 텍사스가 2점을 추격하는 데 성공했지만, 8회말 다시 샌프란시스코가 3점을 뽑아냈다. 이후 9회초 텍사스가 대타 브라이언 윌슨의 희생플라이와 넬슨 크루즈의 2루타를 묶어 3점을 추격하지만, 더 이상 점수를 뽑아내지 못하고 경기는 11-7 샌프란시스코의 경기로 끝을 맺었다.

### 2차전
2010년 10월 29일, 미국 캘리포니아주 샌프란시스코, AT&T 파크
| 팀                                                                         | 1 | 2 | 3 | 4 | 5 | 6 | 7 | 8 | 9 | R | H | E |
| 텍사스                                                                     | 0 | 0 | 0 | 0 | 0 | 0 | 0 | 0 | 0 | 0 | 4 | 0 |
| 샌프란시스코                                                               | 0 | 0 | 0 | 0 | 1 | 0 | 1 | 7 | X | 9 | 8 | 0 |
| 승리 투수: 맷 케인 패전 투수: CJ 윌슨 홈런: SFG – 에드가 렌테리아(5회 1점) |   |   |   |   |   |   |   |   |   |   |   |   |

- 텍사스는 CJ 윌슨이, 샌프란시스코는 맷 케인이 각각 선발로 등판했다.

4회까지 양 투수들의 투수전이 계속되며 쉽사리 점수가 나오지 않았다. 그러던 5회말, 샌프란시스코의 유격수 에드가 렌테리아가 균형을 깨는 선제 솔로포를 치면서 샌프란시스코가 주도권을 잡게 된다. 이어 7회말 샌프란시스코는 후안 유리베의 희생플라이로 코디 로스가 홈인하면서 추가점을 내게 된다. 이에 비해 텍사스 타선은 상대 투수진을 전혀 공략해내지 못했고, 샌프란시스코 타선이 7회말 허프와 유리베의 연속 밀어내기를 포함 대거 7득점을 하면서 2연승을 거두는데 성공했다.

### 3차전
2010년 10월 31일, 미국 텍사스주 알링턴, 레인저스 볼파크
| 팀 | 1 | 2 | 3 | 4 | 5 | 6 | 7 | 8 | 9 | R | H | E |
| 샌프란시스코 | 0 | 0 | 0 | 0 | 0 | 0 | 1 | 1 | 0 | 2 | 5 | 1 |
| 텍사스 | 0 | 3 | 0 | 0 | 1 | 0 | 0 | 0 | X | 4 | 8 | 0 |
| 승리 투수: 콜비 루이스 패전 투수: 조나단 산체스 세이브: 네프탈리 펠리스 홈런: SFG – 코디 로스(7회 1점) TEX – 미치 모어랜드(2회 3점), 조쉬 해밀턴(5회 1점) |   |   |   |   |   |   |   |   |   |   |   |   |

- 샌프란시스코는 조나단 산체스, 텍사스는 콜비 루이스가 각각 등판하였다.

2회초 텍사스의 미치 모어랜드가 상대 투수 조나단 산체스를 상대로 우월 3점포를 뽑아내면서 텍사스가 선취점을 뽑아내는 데 성공했다. 이어 5회말 텍사스 조쉬 해밀턴이 쐐기 솔로홈런까지 치면서 스코어는 단숨에 4-0까지 벌어졌다. 그러나 7회말 샌프란시스크의 코디 로스의 솔로 홈런이 터지면서 샌프란시스코의 반격이 시작됐다. 이어 8회초에서 1점을 따내면서 추격의 불씨를 당겼지만 9회 텍사스의 마무리 네프탈리 펠리스에게 3자 범퇴로 물러나며 역전하는 데는 실패했다. 이로써 텍사스가 창단 최초 월드시리즈 승리를 따내는 데 성공했다.

### 4차전
2010년 11월 1일, 미국 텍사스주 알링턴, 레인저스 볼파크
| 팀                                                                                                   | 1 | 2 | 3 | 4 | 5 | 6 | 7 | 8 | 9 | R | H | E |
| 샌프란시스코                                                                                         | 0 | 0 | 2 | 0 | 0 | 0 | 1 | 1 | 0 | 4 | 8 | 1 |
| 텍사스                                                                                               | 0 | 0 | 0 | 0 | 0 | 0 | 0 | 0 | X | 0 | 3 | 0 |
| 승리 투수: 매디슨 범가너 패전 투수: 토미 헌터 홈런: SFG – 오브리 허프(3회 2점), 버스터 포지(8회 1점) |   |   |   |   |   |   |   |   |   |   |   |   |

- 샌프란시스코는 매디슨 범가너, 텍사스는 토미 헌터가 각각 등판하였다.

선제점을 샌프란시스코가 먼저 뽑아냈다. 3회초 토미 헌터를 상대로 샌프란시스코의 오브리 허프가 2점 홈런을 친 것이다. 이후 투수전 양상이 지속되다가 7회초 안드레스 토레스가 상대 투수 대런 올리버를 1타점을 추가로 뽑아내면서 점수차를 벌렸고, 이후 8회초 버스터 포지가 쐐기 솔로 홈런을 날리면서 경기를 결정지었다. 반면 텍사스 타선은 좀처럼 타선 침체에서 벗어나지 못한채 매디슨 범가너에게 8이닝동안 3안타 2볼넷 6삼진으로 묶이며 점수를 뽑아내지 못했다.

### 5차전

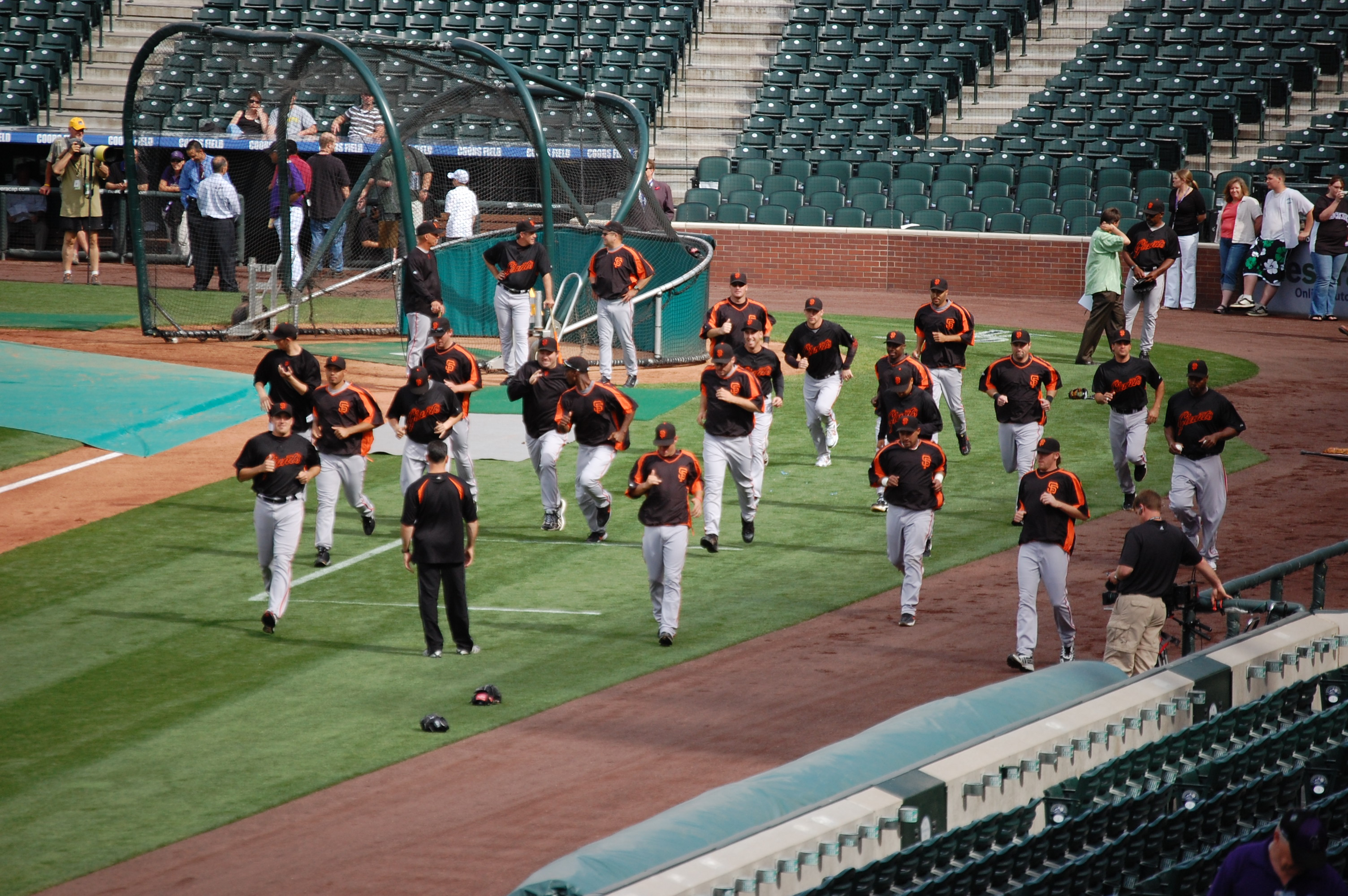
56년 만에 월드 시리즈에서 우승한 샌프란시스코

2010년 11월 2일, 미국 텍사스주 알링턴, 레인저스 볼파크
| 팀 | 1 | 2 | 3 | 4 | 5 | 6 | 7 | 8 | 9 | R | H | E |
| 샌프란시스코 | 0 | 0 | 0 | 0 | 0 | 0 | 3 | 0 | 0 | 3 | 7 | 1 |
| 텍사스 | 0 | 0 | 0 | 0 | 0 | 0 | 1 | 0 | X | 1 | 3 | 0 |
| 승리 투수: 팀 린스컴 패전 투수: 클리프 리 세이브: 브라이언 윌슨 홈런: SFG – 에드가 렌테리아(7회 3점) TEX – 넬슨 크루즈(7회 1점) |   |   |   |   |   |   |   |   |   |   |   |   |

- 샌프란시스코에선 팀 린스컴이, 텍사스에선 클리프 리가 등판하며 1차전 매치업의 리매치가 벌어졌다.

두 투수들의 호투 속에서 양 팀 타선들은 좀처럼 점수를 뽑아내지 못하고 있었다. 그러나 7회초, 2아웃 상황에서 에드가 렌테리아가 상대 투수 클리프 리를 상대로 선제 3점포를 쏘아올리며 0의 행진을 무너트리며 승부를 사실상 결정지었다. 텍사스 또한 7회말 넬슨 크루즈가 상대 투수 팀 린스컴을 상대로 솔로 홈런을 쏘아올리며 추격했으나 그 이상의 점수를 내지 못하며 우승 타이틀을 샌프란시스코에 넘기게 되었다. 이로써 샌프란시스코 자이언츠가 56년 만에, 연고 이전 후에는 첫 월드 시리즈 패권을 따내는 데 성공했다.

## 시리즈 요약

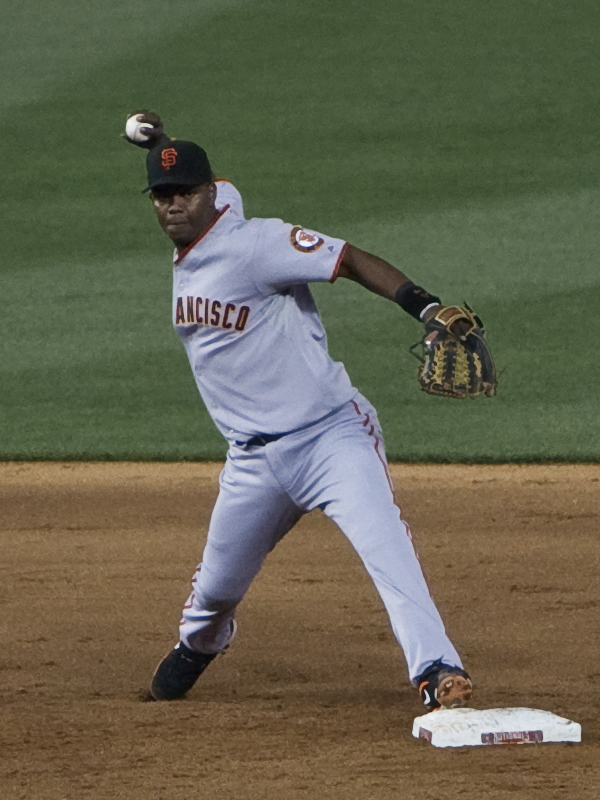
2010년 월드시리즈 MVP에 오른 에드가 렌테리아

샌프란시스코 자이언츠가 4승 1패로 우승을 차지했고, MVP는 샌프란시스코의 유격수 에드가 렌테리아가 수상했다.
| 경기 | 경기 점수 (원정팀이 앞, 홈팀이 뒤)              | 날짜      | 구장            | 관중 수  |
| ---- | ----------------------------------------------- | --------- | --------------- | -------- |
| 1    | 텍사스 레인저스 – 7, 샌프란시스코 자이언츠 – 11 | 10월 27일 | AT&T 파크       | 43,601명 |
| 2    | 텍사스 레인저스 – 0, 샌프란시스코 자이언츠 – 9  | 10월 28일 | AT&T 파크       | 43,622명 |
| 3    | 샌프란시스코 자이언츠 – 2, 텍사스 레인저스 – 4  | 10월 30일 | 레인저스 볼파크 | 52,419명 |
| 4    | 샌프란시스코 자이언츠– 4, 텍사스 레인저스 – 0   | 10월 31일 | 레인저스 볼파크 | 51,920명 |
| 5    | 샌프란시스코 자이언츠 – 3, 텍사스 레인저스 – 1  | 11월 1일  | 레인저스 볼파크 | 52,045명 |

## 같이 보기
- 2010년 일본 시리즈
- 2010년 한국시리즈